# 宋太平
宋太平（1955年12月—），男，河北涿鹿人，中华人民共和国政治人物。中共中央党校函授学院本科班政法专业毕业，在职研究生学历。

## 生平
1975年2月参加工作。1979年7月加入中国共产党。历任河北省邢台地委副秘书长；任县县委书记，省委组织部副部长、省人事厅厅长，张家口市委书记，保定市委书记等职。2012年1月当选河北省人大常委会副主任。2018年1月，到龄退休。
2019年1月，因他在张家口市委书记任内未能妥善处置黑石沟煤矿事故并谎报死亡人数，被处以党内严重警告处分。2021年7月，被中央纪委国家监委立案审查调查。2022年1月，中央纪委国家监委网站发布消息，宋太平严重违反党的组织纪律和廉洁纪律，构成严重职务违法并涉嫌受贿犯罪，且在中共十八大后不收敛不收手，性质恶劣，严重破坏当地政治生态，决定给予其开除党籍处分，按规定取消其享受的待遇，收缴其违纪违法所得，将其涉嫌犯罪问题移送检察机关依法审查起诉，所涉财物一并移送。宋太平是2022年第一个受到党纪政纪处分的省部级官员。
北京青年报社旗下自媒体“政知圈”援引消息人士报导，宋太平任张家口市委书记时与时任张家口市长郑雪碧（后历任邯郸市市长、承德市委书记，2015年10月落马）不合，任保定市委书记时与时任保定市长李谦（后历任衡水市委书记、河北省副省长，2019年8月落马）不合，宋李二人几乎不会出现在同一场合。李谦落马后的重大立功表现就有检举揭发宋太平的问题线索。
2022年1月，最高人民检察院依法以涉嫌受贿，对宋太平决定逮捕。3月，宋太平涉嫌受贿案由国家监察委员会调查终结，经最高人民检察院指定，由山西省运城市人民检察院审查起诉，运城市人民检察院已向运城市中级人民法院提起公诉。经审理查明：2005年至2017年，被告人宋太平利用担任河北省人事厅厅长、河北省保定市委书记、河北省人大常委会副主任等职务上的便利，为他人在工程项目承揽、干部选拔任用、职工录用等方面提供帮助。2003年3月至2021年3月，宋太平先后多次非法收受财物共计折合人民币6949万余元。
2024年2月26日，山西省运城市中级人民法院宣判，对宋太平以受贿罪判处有期徒刑14年，并处罚金人民币500万元。
宋太平喜爱书画，在退休后的2020年11月当选为河北省老年书画研究会会长。“双开”的通报里也提到他“收受名贵字画等财物”。